# Cassandra Gava
Pour les articles homonymes, voir Gava.
Cassandra Gaviola, plus connue sous le nom de Cassandra Gava, est une actrice américaine d'origine philippine née le 28 avril 1959 à San Francisco, Californie.

## Filmographie

### Cinéma
- 1978 : Hanging on a Star : La danseuse exotique
- 1982 : Conan le Barbare : La sorcière
- 1982 : Les Croque-morts en folie (Night Shift) de Ron Howard : J.J.
- 1982 : Black Room : Bridget
- 1983 : Les Aventuriers du bout du monde : Alessa
- 1987 : Dead Aim : Amber
- 1988 : The Game : Dawn
- 1989 : Mortal Passions : Cinda
- 1989 : The Amityville Curse : Abigail
- 1996 : Dernier Recours : la barmaid
- 1998 : Dead by Down : Liz
- 2010 : I Want to Be a Soldier : Le professeur d'art
- 2011 : Mysteria : Rose
- 2012 : Sins Expiation : Debra
- 2014 : Ninja Immovable Heart : Agent Michelle Law
- 2016 : The Ninja He Will Rise : Agent Michelle Law
- 2017 : Masks Don't Lie : Cassandra
- 2022 : Mindcage de Mauro Borrelli : la prêtresse vaudou

### Télévision
- 1979-1981 : Trapper John, M.D. (en) (série télévisée, 12 épisodes) : O'Malley
- 1981 : Vegas (série télévisée, saison 3 épisode 22) : Tatiana
- 1981 : L'Île fantastique (série télévisée, saison 5 épisode 1) : Mara
- 1981 : Taxi (série télévisée, saison 4 épisode 2) : Desiree
- 1982 : Strike Force (série télévisée, 1 épisode) : Bea
- 1984 : Hôpital central (soap opera, rôle récurrent) : Cruz
- 1985 : Condor, Los Angeles 1999 (Téléfilm) : Sumiko
- 1985 : The Cracker Brothers (Téléfilm)
- 1986 : Histoires fantastiques (série télévisée, 1 épisode) : La femme au sac rouge
- 1988 : Straight Up (série télévisée) : Cocaine
- 1988 : China Beach (série télévisée, 1 épisode) : La chanteuse
- 1994 : State of Emergency (Téléfilm)
- 2014 : The Well (série télévisée, 1 épisode) : Harriet